# Gavin Brown (Politiker)

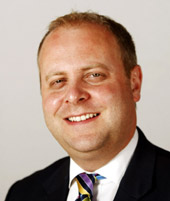
Gavin Brown

Gavin Brown (* 4. Juni 1975) ist ein schottischer Politiker und Mitglied der Conservative Party.

## Leben
Brown studierte Jura und qualifizierte sich als Solicitor. Bevor er sich als Berater selbstständig machte, war er für eine angesehene schottische Kanzlei tätig. 2002 gewann Brown die Debatierweltmeisterschaften in Las Vegas. Im Rahmen der Scottish Politics Awards gewann er 2009 in der Kategorie One to watch, in der der vielversprechendste Jungparlamentarier gekürt wird. Außerdem ist Brown Träger des Schwarzen Gürtels in Taekwondo und gewann bei den schottischen Meisterschaften die Goldmedaille. Er ist Vater zweier Kinder und lebt zusammen mit seiner Frau in Edinburgh.

## Politischer Werdegang
Bei den Schottischen Parlamentswahlen 2003 bewarb sich Brown um das Direktmandat des Wahlkreises Glasgow Rutherglen, erhielt aber nur die vierthöchste Stimmenanzahl. Außerdem war er auf dem fünften Rang der Regionalwahlliste der Konservativen für die Wahlregion Glasgow gesetzt. Da die Konservativen infolge des Wahlergebnisses mit dem erstplatzierten Bill Aitken jedoch nur einen Kandidaten entsenden konnten, verpasste Brown den Einzug in das Schottische Parlament. Auch zu den Unterhauswahlen 2005 trat Brown an. In seinem Wahlkreis Edinburgh South konnte er aber nur den drittgrößten Stimmenanteil für sich verbuchen und zog nicht in das Britische Unterhaus ein.
Bei den Parlamentswahlen 2007 kandidierte Brown im Wahlkreis Edinburgh South. Er erhielt nur die vierthöchste Stimmenanzahl. Da der erstplatzierte der Regionalwahlliste der Konservativen für die Wahlregion Lothian, David McLetchie, ein Direktmandat gewann, gelang dem zweitplatzierten Brown bei diesen Wahlen erstmals der Einzug in das Schottische Parlament. Bei den Wahlen 2011 verpasste Brown abermals das Direktmandat von Edinburgh South, behielt jedoch als Vertreter der Wahlregion Lothian seinen Sitz im Parlament. Im Schattenkabinett der Konservativen ist Brown als Minister für Unternehmen, Energie und Tourismus vorgesehen.